# Kántor Gerzson
Kántor Gerzson (Szőlős, Nyitra vármegye, 1784. – Debrecen, 1812. február 17.) színész (komikus), Engelhardt Anna színésznő férje.

## Pályája
1805-ben kezdte pályáját Kolozsvárott, Debrecenbe a kolozsvári társulattal került 1806-ban, innen pedig Pestre ment, ahol a második magyar pesti színésztársaság tagjaként 1807–1809 között. Továbbra is fenntartotta azonban a kapcsolatot Erdéllyel és az Ernyi-ellenes mozgalomban is részt vett. Szilágyi Károly aljegyző-színházigazgató hívta meg Debrecenbe, ahova nejével ment. Itt 1810 márciusáig tartózkodott, amikor újból Pestre ment a társulat egyik részével, majd visszatért, amikor Gulácsy létrehozott egy új társulatot. Fizetése ekkor 50 forint volt.  Vérbeli komikusnak tartották volt, akinek már a megjelenése is gyakran a komoly szerepekben is nevetésre késztette az embereket.
Fáy András így jellemzi: "Elhirhedett komikus, kis, alacsony, barna, csöndes, szelid kedélyü férfiu, kinek komikai előadásaihoz annyira szokva volt a közönség, hogy ha szükségből hős vagy más, komoly szerepekben lépett fel, a legbusabb jeleneteknél is kacagásra fakadt megszólalására."

## Fontosabb szerepei
- Mandolino (Henneberg–Schikaneder: Csörgősapka)
- Péter (Kotzebue: Embergyűlölés és megbánás)
- Tiszttartó (Goethe: Stella)